# Rising Storm 2: Vietnam
Rising Storm 2: Vietnam ist ein taktisches Mehrspieler-Ego-Shooter aus dem Jahr 2017, das von Antimatter Games und Tripwire Interactive entwickelt und von Tripwire Interactive und Iceberg Interactive mitveröffentlicht wurde. Es ist eine direkte Fortsetzung von Rising Storm aus dem Jahr 2013 und spielt während des Vietnamkriegs. Das Spiel wurde am 30. Mai 2017 weltweit für Windows über die digitale Vertriebsplattform Steam veröffentlicht.

## Rezeption
Laut dem Wertungsaggregator Metacritic erhielt das Spiel überwiegen positive Rezensionen. Die Seite aggregierte die Wertungen der internationalen Spielepresse zu einem Score von 81 Punkten. Laut dem Fazit von GameStar sei Rising Storm 2: Vietnam im Grundkonzept ein ausgezeichnetes Spiel. Bugs und Design-Schnitzer vermiesten aber den Eindruck zur Release etwas, weshalb man von 83 auf 80 Prozentpunkte abwertete.

„Ein extrem intensiver Hardcore-Shooter, der bei Teamplay und Atmosphäre punktet. Die Launch-Version wirkt aber noch unfertig.“